# Формула скорби
«Формула скорби» — памятник евреям — жертвам нацизма, убитым в 1941 году в городе Пушкине во время Второй мировой войны. Мемориал находится в сквере на пересечении Дворцовой и Московской улиц, недалеко от Александровского дворца, около которого происходили массовые расстрелы. Всего на оккупированной нацистами территории Ленинградской области ими было убито около 3600 евреев, из них примерно 250—300 человек — в Пушкине. В советское время тема Холокоста замалчивалась властями. Только в 1980-х годах группа еврейских активистов начала исследовать историю геноцида евреев под Ленинградом. 13 октября 1991 года по её инициативе был открыт памятник евреям — жертвам нацизма. Центральной частью мемориала стала скульптура советского художника Вадима Сидура «Формула скорби». Архитектурное решение памятника было создано Борисом Бейдером. На плите мемориала, выполненной как проекция звезды Давида, размещена цитата из Псалмов на иврите и русском языке, а также надпись, посвящённая убитым евреям.

## Строение и символизм
Центральной частью мемориала евреям — жертвам нацизма является одна из самых известных работ культового андеграундного советского художника Вадима Сидура — «Формула скорби». Как и прочие произведения автора, она характеризуется лаконичной моделировкой объёмов, вторящей парижской школе авангарда. Геометрическая схематичность форм выполнена в духе кубизма, их тяжёлая пластика особым образом сочетается с пространством пустот, что является отличительной чертой творчества Сидура. Скульптура высотой 2,4 метра представляет собой некую абстракцию в виде стоящей на коленях человеческой фигуры с согнутой колесом спиной, с поникшими плечами, со сложенными на коленях ладонями повисших рук, на которые склоняется, как бы падая, голова. На плинте памятника выполнена надпись: «Сидур». Созданная в 1972 году скульптура изначально, по задумке художника, не была напрямую связана с событиями Холокоста, она посвящалась более общей теме гуманистического осмысления насилия и войны — теме, которая играла центральную роль в творчестве автора. При этом «Формула скорби» стала не памятником ужасу и смерти, а жизнеутверждающим символом пацифизма. Как и иные работы Сидура, эта скульптура является тщательно выверенным, максимально концентрированным, простым и ясным, универсальным (вне связи со временем и контекстом) воплощением человеческой эмоции, её «формулой», отвергающим насилие «трагическим иероглифом».
Архитектурное решение мемориала было выполнено Борисом Бейдером. «Формула скорби» помещена на невысокий равносторонний треугольный гранитный пьедестал, клином врезающийся в грань треугольной же клумбы бо́льших размеров, окантовка противоположных граней которой выполнена также из гранита. Таким образом, скорбящая фигура как бы стоит на своеобразном мостике корабля. На противоположном от скульптуры углу клумбы располагаются три наклонённые треугольные плиты, которые, накладываясь друг на друга, образуют звезду Давида. На средней плите литыми буквами на иврите и русском языке выведен стих Тегилим 79:3 (Псалтирь 78:3): «.שפכו דמם כמים… ואין קובר // …пролили кровь их как воду, / и некому было похоронить их». Этот текст для памятника подобрал председатель Ленинградской еврейской ассоциации и учитель иврита Феликс Файнберг. Ниже располагается посвятительная надпись: «Евреям г. Пушкина, / павшим жертвами / фашистского / геноцида / 1941 г.».
Мемориал располагается в сквере на пересечении Дворцовой и Московской улиц. Это место для установки памятника было выбрано неслучайно: по некоторым свидетельствам, в парке через дорогу от сквера, около южного корпуса Александровского дворца, производились расстрелы и захоронения евреев Пушкина.
|            |                                                                |                                            |
| Общий вид. | На заднем плане справа, за деревьями — Александровский дворец. | Посвятительная доска в виде звезды Давида. |

## История

### Холокост под Ленинградом
Одной из основ идеологии нацизма был расизм, в особенности — антисемитизм. После прихода к власти в Германии Гитлера евреи начали подвергаться систематическому преследованию. Реализация этой политики получила в историографии название Холокост (или Катастрофа). 22 июня 1941 года гитлеровская Германия напала на СССР. К этому времени нацистские лидеры пришли к идее «окончательного решения еврейского вопроса» — полной физической ликвидации еврейского народа. По их замыслу в первую очередь подлежали тотальному уничтожению евреи СССР как «носители большевизма». На новых оккупированных территориях подразделения СС, СД, гестапо, полиции и айнзатцгруппы сразу приступали к массовому убийству евреев.
В сентябре 1941 года немецкая армия практически полностью заняла Ленинградскую область. Нацистские войска начали блокаду Ленинграда, а вся область превратилась в тыл группы армий «Север» и находилась под военным управлением.
Сколько евреев оказалось на оккупированной территории Ленинградской области, точно неизвестно. По приблизительным оценкам довоенное еврейское население на ней составляло около 10 тысяч человек. Исследователи предполагают, что уехать в тыл смогли чуть более половины из них. Историки отмечают, что из-за отсутствия информации, плохо организованной эвакуации, отказа в эвакуации ряду должностных лиц, семейных обстоятельств, обывательских иллюзий и прочих причин многие евреи остались дома. По отчётам эйнзатцгруппы А на территории Ленинградской области было убито 3600 евреев. Хотя эта цифра не учитывает многие иные казни, по оценке историков она приблизительно отражает масштаб произошедшего геноцида.
В Пушкин вермахт вошёл 17 сентября. Город стал прифронтовой зоной, в которой нацистский террор проходил с особой жестокостью. За время оккупации в результате голода из-за отказа властей снабжать население продовольствием и массовых казней погибло по некоторым приблизительным оценкам 18 368 жителей Пушкина, а депортировано — свыше 17 968 человек. В результате к концу оккупации город практически полностью опустел.
По свидетельствам очевидцев, казни евреев начались с первого же дня оккупации. А уже в конце сентября нацистские власти объявили об обязательной регистрации евреев. Для этого они должны были явиться 4 октября в комендатуру (на углу Московской улицы и улицы Первого Мая). Евреям предписывалось взять с собой только самое ценное и готовиться к переезду на новое место жительства. Неявившимся грозила смертная казнь. Когда евреи пришли, их зарегистрировали, а затем по улице Первого Мая отвели в Большой Екатерининский дворец, в подвалах которого продержали несколько дней без еды и воды. Затем их группами расстреливали и захоранивали в дворцовом парке — на Розовом поле, в Лицейском саду, у Капризов, в Александровском и Баболовском парках. После этого оккупационные власти устроили акцию — при стечении народа со второго этажа Лицея они разбрасывали вещи убитых местным жителям. В дальнейшем нацисты продолжили уничтожение скрывшихся уцелевших, устраивая облавы в подвалах, квартирах, деревнях, проводя медицинские осмотры мужчин для выявления «обрезанных». В Пушкине также зафиксированы случаи публичного повешения евреев (хотя обычно оккупационные власти не афишировали такие убийства). Казни также подвергались люди, помогавшие евреям скрываться. Так, был убит некий судья Дулинский. Точное число жертв геноцида неизвестно. По оценкам исследователей в Пушкине было убито порядка 250—300 евреев. К началу 1942 года практически всё еврейское население Ленинградской области было уничтожено.
| Центры Холокоста в Ленобласти | Места казней евреев в Пушкине |
| ----------------------------- | ----------------------------- |
|                               |                               |

### Память и советский антисемитизм

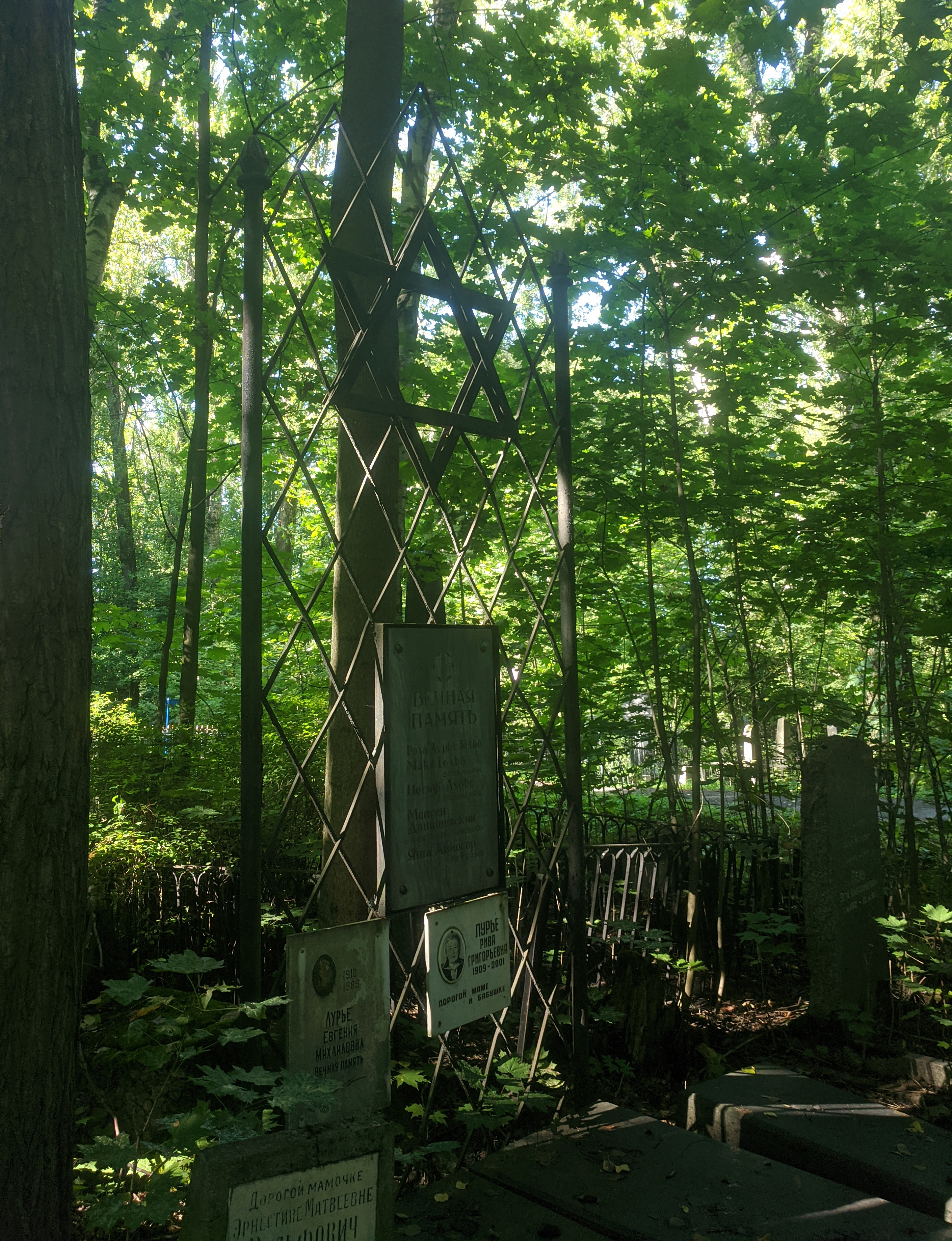
Захоронения семьи Лурье-Гельб

Оставшиеся в живых советские евреи, возвращаясь в родные края, предпринимали усилия по сохранению памяти о геноциде: проводили траурные мероприятия, собирали и документировали информацию, составляли книги памяти, создавали мемориалы жертвам. Важными организационными центрами этих процессов были локальные религиозные общины и Еврейский антифашистский комитет. Одними из первых памятников жертвам геноцида стали обелиск в Минске и мемориал в Понарах, открытые в 1946 году.
Почти сразу исходившие от еврейских общин инициативы начали сталкиваться с жестким сопротивлением советских властей, обусловленным политикой «государственного антисемитизма». Еврейских активистов обвиняли в «национализме», «сепаратизме» и «космополитизме», а их деятельность подавлялась. Вскоре многие из них подверглись политическим репрессиям. Так, в 1948 году по приказу Сталина был убит Соломон Михоэлс, Еврейский антифашистский комитет распущен, а его члены обвинены в «контрреволюционной деятельности». Разрушению или повреждению подверглись многие памятники, например, в 1952 году был взорван мемориал в Понарах. Советские власти проводили последовательную политику замалчивания информации о геноциде евреев. Комиссии по расследованию преступлений нацистов собирали такие сведения, однако в итоговых отчётах евреев называли «советскими гражданами» и «мирными жителями». Так же поступали в своих работах историки. После смерти Сталина политика «государственного антисемитизма» ослабла незначительно. Однако еврейские общины продолжили попытки увековечивания памяти о Катастрофе.
Часто местами памяти становились еврейские кладбища, поскольку государственный идеологический контроль касался их в меньшей степени. Так, начиная с 1983 года еврейская община Ленинграда ежегодно проводила в День Катастрофы траурные мероприятия на Преображенском еврейском кладбище. После митинга на площадке у дома омовения собравшиеся возлагали цветы и зажигали свечи у памятника, ставшего в их глазах мемориалом всем жертвам Холокоста. Он представляет собой две металлические стелы, между которыми натянута косая решётка. На ней прикреплена большая металлическая звезда Давида и табличка с надписью: «Вечная память // Роза Лурье-Гельб / Макс Гельб / Освенцим // Иосиф Лурье / Сталинград // Моисей Данишевский / под Ленинградом, Красный Бор // Яша Авиосор / Петсамо».
В начале 1980-х годов активист еврейского движения в Ленинграде Даниил Романовский начал сбор и запись свидетельств о геноциде евреев в Пушкине. Во второй половине 1980-х годов в городе сформировалась Группа исследования Катастрофы, в которую вошли Михаил Рывкин, Александр Френкель, Геннадий Фарбер, Леонид Колтон и другие. Она продолжила изучать историю Холокоста, в том числе в Пушкине и области. С этого началось исследование вопроса Катастрофы в СССР.

### Создание памятника
Впервые идею создания памятника евреям — жертвам нацистского геноцида в Пушкине публично озвучили члены Группы исследования Катастрофы Александр Френкель, Геннадий Фарбер и Леонид Колтон. 15 мая 1990 года от имени Ленинградского общества еврейской культуры они направили в Пушкинский городской совет обращение. В нём активисты изложили данные своих исследований и предложили поставить небольшие памятные знаки на местах массовых казней и захоронений.
Эту идею поддержали члены горсовета Лариса Рябова и Юрий Никифоров, но на заседании городского совета 2 августа 1990 года данное предложение было первоначально отвергнуто. В ходе дальнейшего обсуждения было принято решение об установке общего памятника геноциду евреев у южного флигеля Александровского дворца, где проходили расстрелы и захоронения. У кинотеатра «Авангард», где располагалась комендатура и публичная виселица, горсовет постановил создать мемориал жителям Пушкина — жертвам оккупации. При этом согласованное место «еврейского» памятника находилось на территории царскосельского музея-заповедника, над которым горсовет не имел юрисдикции и где поставить памятник было принципиально невозможно, о чём принявшие решение чиновники знали заранее.
Дальнейшее согласование памятника в Управлении государственной инспекции по охране памятников (УГИОП) натолкнулось на новое препятствие. Её председатель Юрий Новиков из идеологических соображений подверг сомнению целесообразность установки «еврейского» памятника. В итоге 14 ноября 1990 года он предписал установить «еврейский» памятник только одновременно с предполагаемым «русским» (у кинотеатра «Авангард»).

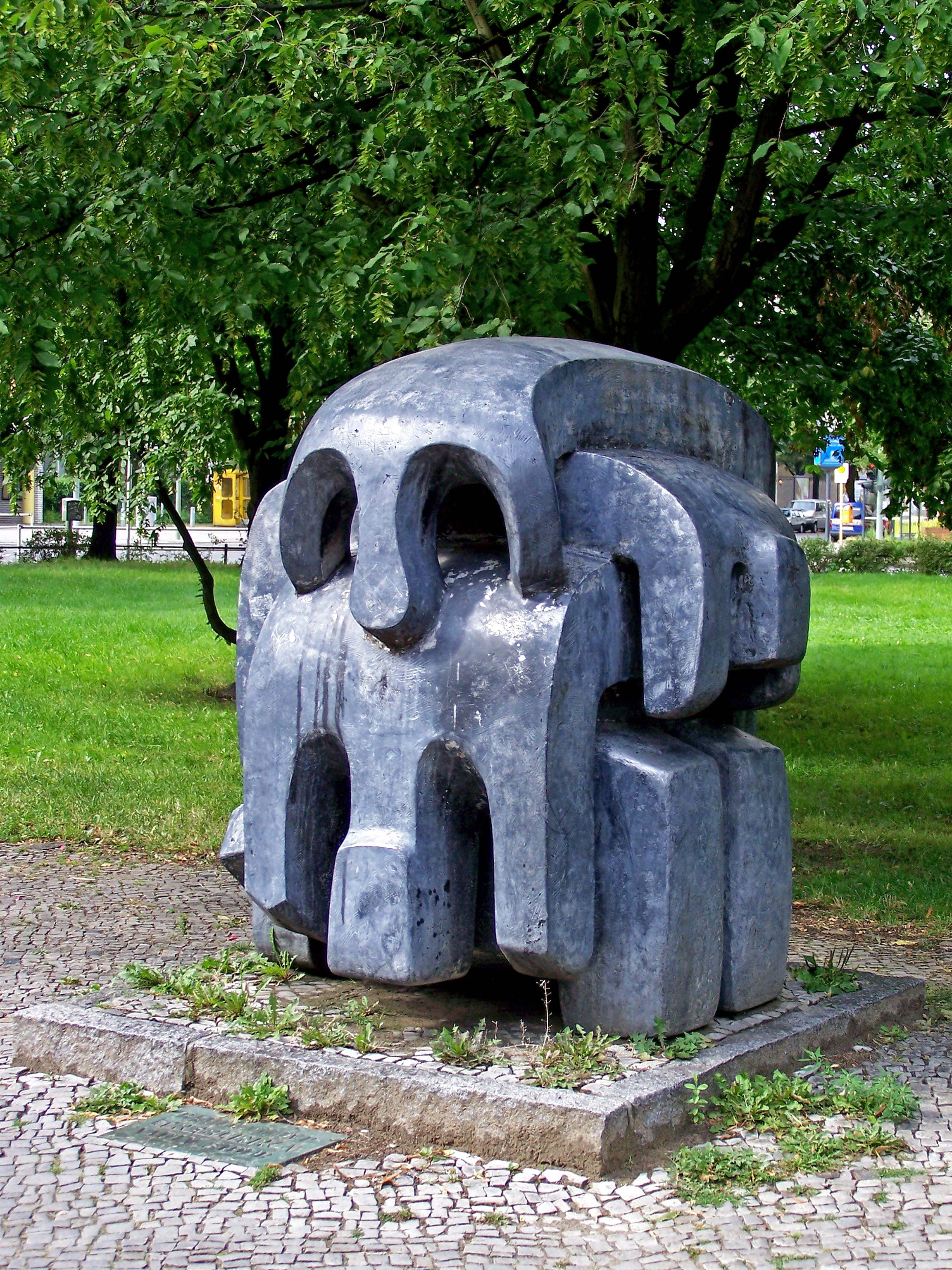
Памятник «Треблинка»

По инициативе Группы исследования Катастрофы центральной частью мемориала стала скульптура «Формула скорби» Вадима Сидура. Важное место в творчестве этого художника, тяжело раненного во время Второй мировой войны, занимало гуманистическое осмысление пережитого насилия. Однако тема пацифизма и абстрактный стиль творчества Сидура противоречили установкам официального искусства в СССР, в результате чего его работы не принимались на выставки и конкурсы, а его имя исчезло со страниц изданий по искусству. При этом он был широко известен в диссидентских кругах и в странах Западной Европы. Среди работ Сидура, еврея по отцу, были и произведения на тему Холокоста. В 1966 году он сделал иллюстрации для книги Ицхокаса Мераса «На чём держится мир. Ничья длится мгновение», посвящённой истории еврейского гетто в Литве. В этом же году, прочтя книгу Василия Гроссмана «Треблинский ад», Сидур создал модель памятника «Треблинка», который в 1975 году был установлен в Берлине напротив здания суда, где хранились дела евреев. Тогда же им была выполнена скульптурная группа «Бабий яр», а в 1972 году — серия «Барельефов на библейские темы» и скульптура «Формула скорби». Сидур умер в 1986 году. Эксклюзивные права на установку «Формулы скорби» были приобретены Ленинградской еврейской ассоциацией у его семьи 24 января 1991 года. Этот памятник стал одной из немногих работ, установленных на родине художника.
Историк Аркадий Зельцер отмечает: «Участники группы считали, что усилия активистов по мемориализации были средством противодействия официальной советской политике предания Холокоста забвению. Чтобы сохранить преемственность этой деятельности, они стремились наделить памятник «антисоветским» элементом. ...Скульптура Вадима Сидура «Формула скорби» ...сигнализировала об «антисоветскости», поскольку была формой, выполненной в рамках авангардного искусства, и поскольку Сидур... при жизни находился в прямой оппозиции к власти».
Увеличением миниатюрной авторской статуэтки «Формула скорби» занимался скульптор Александр Позин, который ранее осуществил такую же работу с сидуровским «Памятником оставшимся без погребения» в Москве. Его друг архитектор Борис Бейдер создал проект мемориала. Оба художника выполнили свою работу бесплатно. Руководил работами по созданию памятника Роман Свирский. 10 января 1991 года в ленинградской газете «Смена» вышла статья Геннадия Фарбера «Формула скорби», рассказывающая об истории геноцида евреев в Пушкине. Со второй попытки 8 февраля УГИОП одобрило проект Бориса Бейдера, убрав требование об обязательном одновременном возведении «русского» памятника. При этом место установки мемориала Холокоста было перенесено с охраняемой территории музея-заповедника в соседний сквер на пересечении Дворцовой и Московской улиц. В марте возглавляемая Феликсом Романовским комиссия в присутствии скульптора Альберта Чаркина, архитекторов Вячеслава Бухаева и Генриха Хазацкого проект в целом приняла. 15 марта Градостроительный совет одобрил архитектурное решение памятника.
Деньги на создание памятника были собраны в результате сбора пожертвований от организаций и жителей Санкт-Петербурга. Большую помощь в этом оказали благотворительные концерты Александра Розенбаума, камерного ансамбля «Солисты Ленинграда» под управлением Михаила Гантварга, исполнителя Даниеля Кемпина.
Строительство началось в августе 1991 года. Памятник был открыт 13 октября — в пятидесятую годовщину трагических событий. На церемонии присутствовали делегации из Израиля, США, Германии и Финляндии. Среди прочих выступила и бывшая узница Вильнюсского гетто Мария Рольникайте, которую, несмотря на все различия судеб, в публицистике нередко называют литовской Анной Франк. Один из инициаторов создания мемориала Александр Френкель в своем выступлении на открытии памятника сказал: «Сегодня, 13 октября 1991 года, мы открываем памятник пушкинским евреям, расстрелянным пятьдесят лет назад. По всем человеческим законам, по всем законам справедливости этот памятник должен был быть поставлен как минимум сорок пять лет назад. Более четырех десятилетий тема еврейской Катастрофы, тема судьбы евреев в годы войны была объектом тотального замалчивания в этой стране, стране, в которой погибла почти половина из шести миллионов евреев, павших жертвами гитлеровской политики геноцида… Свидетельством этому сегодня — тысячи еврейских братских могил, заброшенных, заросших, забытых, часто подвергшихся надругательствам. Со свидетельством беспамятства мы столкнулись и при создании этого мемориала. Год назад, в октябре 1990 года, мы начали сбор пожертвований на этот памятник… Дело не в финансовой стороне дела… Большинство пожертвовании пришло от кооперативов, других коммерческих организаций. Благодаря им этот памятник создан. Дело в том, что [фактически] прошло маленькое социологическое исследование. И его результат страшен. В огромном пятимиллионном городе со стотысячной еврейской общиной за год нашлось лишь двести человек, кто откликнулся на призыв помочь поставить этот памятник… Мне бы очень не хотелось, чтобы эта выдающаяся работа Вадима Сидура стала лишь еще одной туристской достопримечательностью города Пушкина. Мне бы очень хотелось, чтобы „Формула скорби“ по пушкинским евреям, расстрелянным в 1941 году, стала формулой нашего возвращения к исторической памяти, формулой нашего возвращения к совести».
Установка памятника стала вехой в истории мемориализации Холокоста в России начала 1990-х годов. Если в советское время память о Холокосте сохранялась в еврейской общине и воспринималась её членами через призму роста самосознания и эмансипации, то в начале 1990-х годов по примеру Запада просветительская деятельность в области истории геноцида евреев началась и на общенациональном уровне.

### Дальнейшие события
|  |  |  |  |

Ежегодно с момента установки в первое воскресенье октября, в очередную годовщину расстрела евреев Пушкина, еврейские организации Санкт-Петербурга проводят траурную церемонию у мемориала. На ней выступают бывшие узники концлагерей и гетто, звучат поминальная молитва «Эль мале рахамим» и песни на идише, к основанию памятника по еврейской традиции пришедшие кладут по камню. Цветы к мемориалу также возлагают накануне Дня Победы 9 мая и в Международный день памяти жертв Холокоста 27 января.
Александр Френкель и другие еврейские активисты при поддержке Союза художников и Музея городской скульптуры неоднократно добивалась включения памятника в перечень «объектов культурного наследия России», что подразумевало его особую государственную защиту. Однако эти попытки оказались безуспешными. Создание мемориала пришлось на момент разгула антисемитизма в российском обществе конца 1980-х — начала 1990-х годов. Памятник неоднократно подвергался атакам вандалов. В частности, мемориал был осквернён в ночь с 5 на 6 апреля 2004 года и 5 апреля 2021 года, когда его разрисовали антисемитскими надписями.
2 июля 1998 года вместо предполагаемого памятника жителям Пушкина — жертвам оккупации была открыта мемориальная часовня благоверного князя Игоря Черниговского. 24 января 2018 года на территории соседнего музея-заповедника «Павловск» на месте массового захоронения расстрелянных нацистами евреев был открыт памятный знак. В этом же году в связи с очередной находкой останков жертв Второй мировой войны на территории царскосельских парков Российский еврейский конгресс призвал к проведению масштабных изыскательных работ с установкой памятных знаков на местах массовых захоронений.
В сентябре 2024 года власти Санкт-Петербурга запретили траурную акцию в день памяти у памятника, сославшись на эпидмеры в связи с распространением коронавируса. При этом предыдущие годы акция в связи с этим не отменялась. После поднявшегося резонанса в СМИ чиновники изменили своё решение.